# Vitra
Vitra es un fabricante suizo (originalmente alemán) de mobiliario de diseño. Se caracteriza por la fabricación industrial de mobiliario diseñado por diseñadores de renombre para vivienda, oficina y espacios públicos.

## Historia

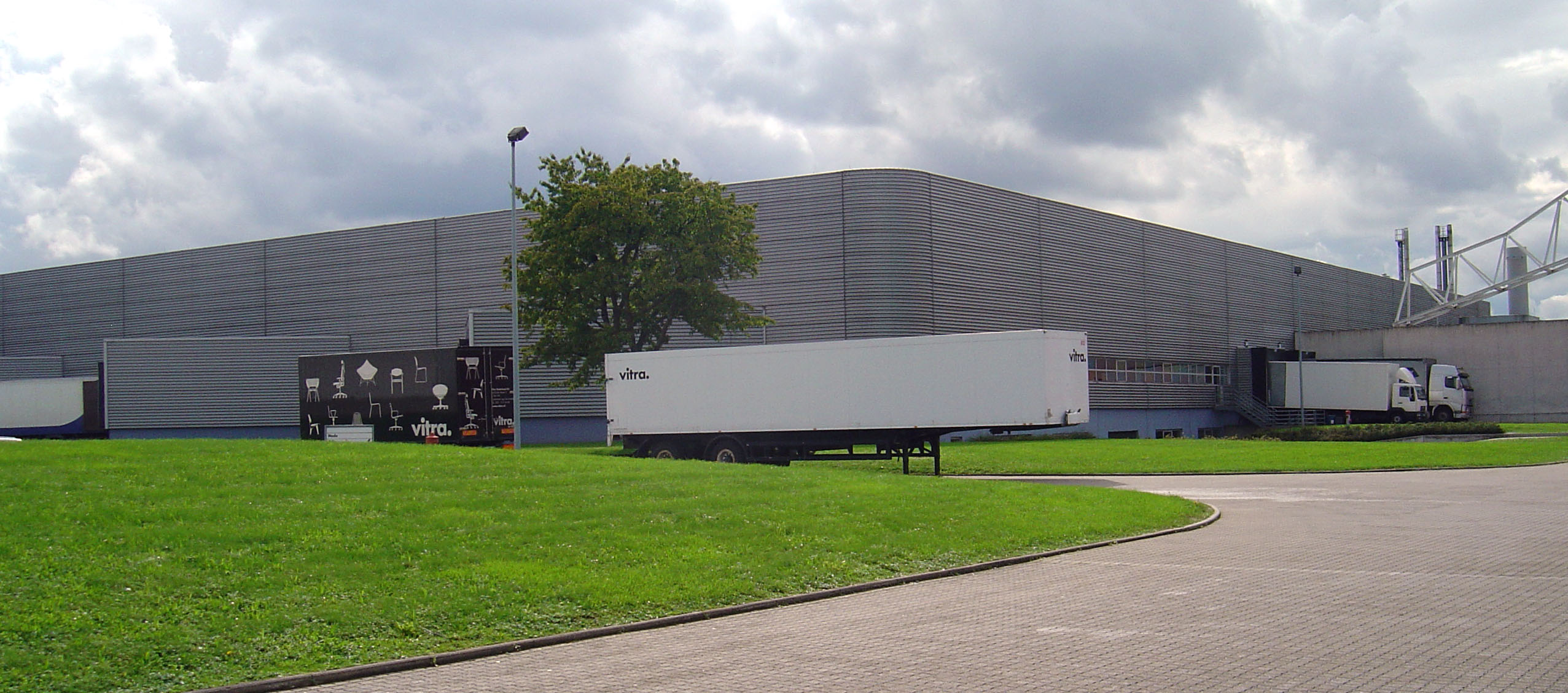
Fábrica de Vitra en Weil am Rhein, Alemania. Obra de Nicholas Grimshaw.

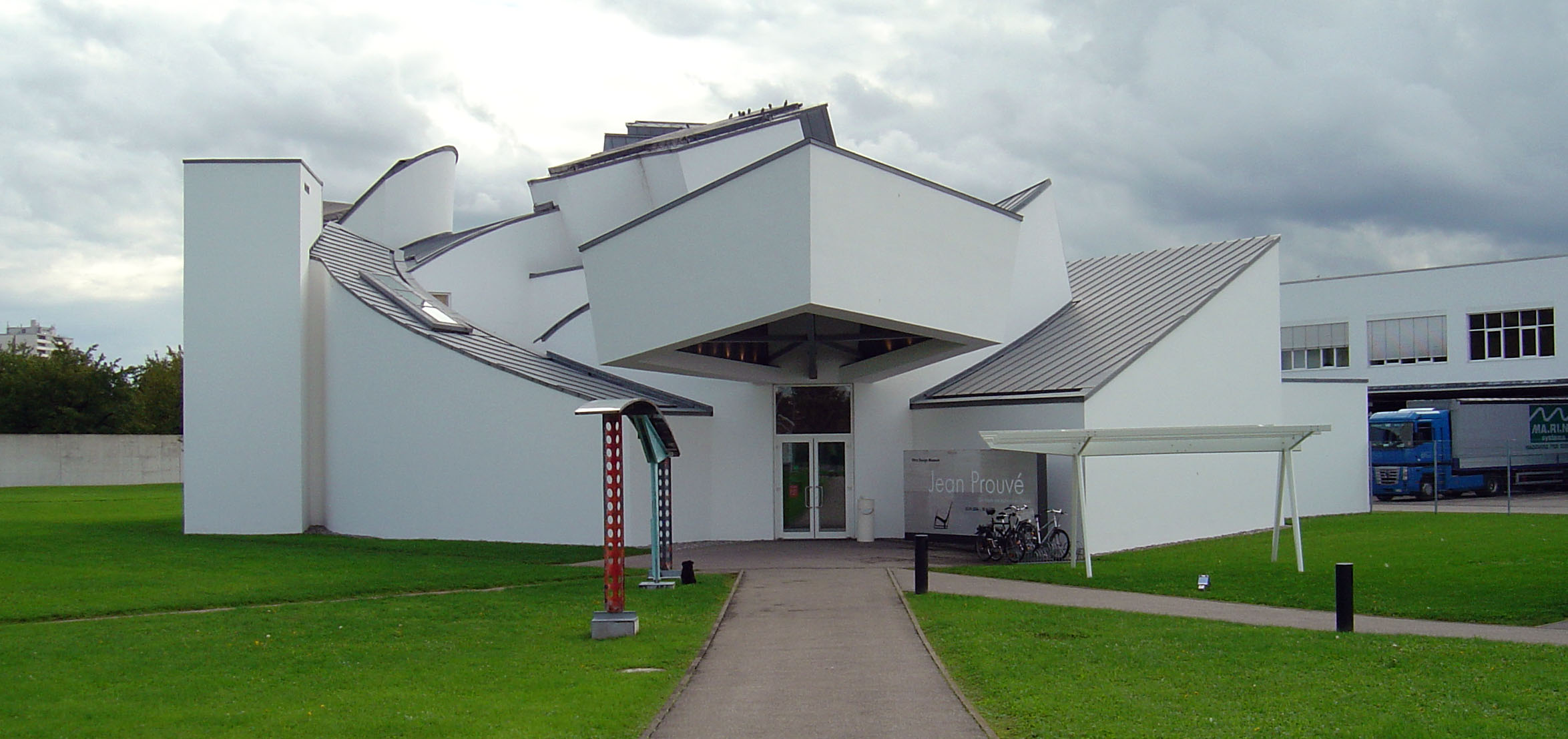
Museo Vitra, obra de Frank Gehry.

Vitra se fundó en Weil am Rhein, Alemania, en 1950 por Willi Fehlbaum, el dueño de una tienda de muebles en las cercanías de Basilea, Suiza. En los años siguientes, Fehlbaum adquirió los derechos sobre los diseños de Charles y Ray Eames y George Nelson.
En 1981 un gran incendio destruyó las instalaciones de Vitra, por lo que los propietarios encargaron al arquitecto británico Nicholas Grimshaw el proyecto de una nueva fábrica de producción. Este nuevo edificio, con un cerramiento de aluminio, estuvo listo para reanudar la producción solo seis meses después del incendio. Años más tarde, en 1986, se encargó al arquitecto portugués Álvaro Siza otro edificio para ampliar las instalaciones y seguidamente, en 1989, Frank Gehry diseñó una nueva nave de producción.
A la vez, Vitra encargó a Gehry un edificio para albergar la colección privada de muebles propiedad de Rolf Fehlbaum, que a la postre acabó convirtiéndose en el museo Vitra.
En 1993,  la arquitecta iraquí Zaha Hadid añadió una estación de bomberos al conjunto de edificios. La estación de bomberos alberga en los últimos años la colección de sillas de diseño del Museo Vitra. En ese mismo edificio el arquitecto japonés Tadao Ando diseñó un pabellón de conferencias que se construyó en los terrenos propiedad de la empresa.
En 1994, se terminó la construcción de la nueva sede de la empresa (también obra de Frank Gehry) en las cercanías de Birsfelden en Suiza, por lo que el personal administrativo se trasladó desde Weil am Rhein a esta nueva sede.

## Productos

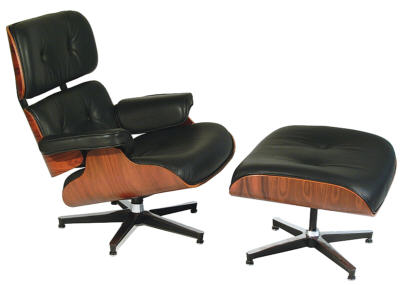
Lounge chair y otomana Eames.

La línea de productos Vitra consiste en muebles de diseño para el uso en oficinas, viviendas y espacios públicos. Aparte de los diseños propios de la empresa, Vitra también fabrica y distribuye las obras de diseñadores como: Charles y Ray Eames, George Nelson, Verner Panton, Antonio Citterio, Philippe Starck, Sipek Borek, Mario Bellini, Glen Oliver Löw, Thiel Dieter, Jasper Morrison, Alberto Meda, Ron Arad, Maarten Van Severen y Jean Prouvé.

### Algunos de sus productos

Silla Panton.

- Silla (1945), de Charles y Ray Eames.
- Lounge Chair y otomana (1956), de Charles y Ray Eames.
- Silla Wiggle side (1973), de Frank Gehry.
- Silla Ply-Chair (1989), de Jasper Morrison.
- Silla Panton (1999), de Verner Panton.
- Estantería Kast (2005), de Maarten van Severen.
- Silla Hal (2010), de Jasper Morrison.